# Bismarckturm (Bochum)
Der Bismarckturm in Bochum ist ein 1910 eingeweihter Bismarckturm und Aussichtsturm im Stadtpark Bochum. Er ist wie alle Bismarcktürme dem Reichskanzler Otto von Bismarck gewidmet, der als Initiator der Reichsgründung 1871 national verehrt wurde.

## Geschichte

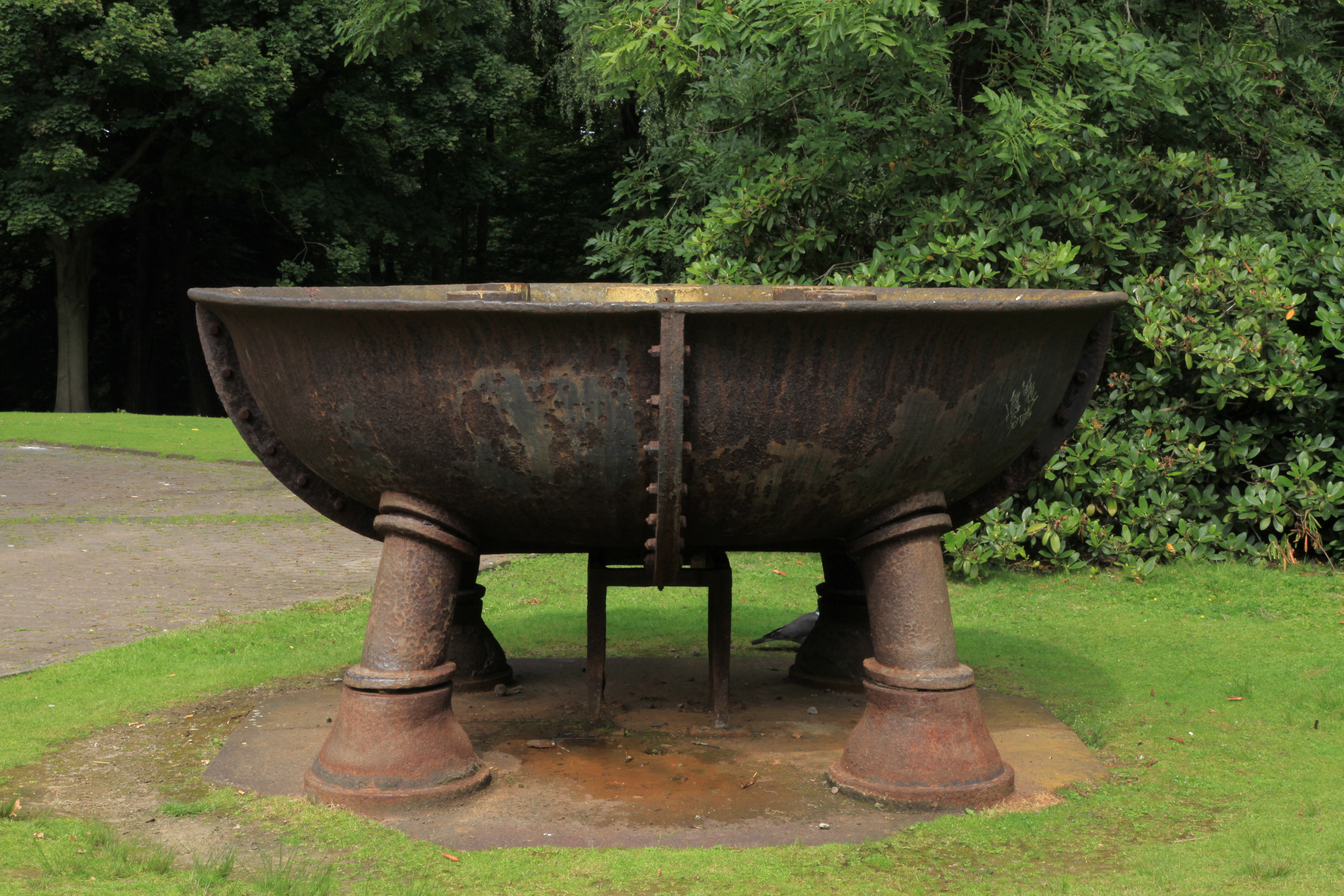
Feuerschale neben dem Turm

Im Juni 1908 wurde der Bau eines Bismarckturms vom ehemaligen Stadtrat Otto Hünnebeck angeregt, nachdem Bismarck bereits 1895 zum Ehrenbürger Bochums ernannt worden war. Als Standort wählte man eine Anhöhe im Stadtpark Bochum mit einem Ausblick über die Stadt Bochum bis nach Gelsenkirchen und Essen. Im Rahmen eines offenen Architekturwettbewerbs gingen 650 Sendungen mit 530 Entwürfen ein. Man entschied sich aus Kostengründen für den Entwurf des Breslauer Architekten Albrecht Friebe (* 1882), der vom Preisgericht nur den 3. Preis bekommen hatte. Die Grundsteinlegung erfolgte am 26. März 1909. Die Baukosten von 95.000 Mark wurden durch Spenden getragen. Der Turm wurde in unregelmäßigem Quadermauerwerk auf einem terrassenförmigen Unterbau errichtet, der verwendete Ruhrsandstein kam aus Dortmund-Hohensyburg. Am 16. Oktober 1910 wurde der Turm eingeweiht. Um die 10.000 Erwachsene und um die 2.500 Kinder pro Jahr stiegen in der Anfangszeit auf den Turm.
Dem Turm aufgesetzt war eine mit Benzol betriebene Feuerschale, die durch einen Schlauch befüllt wurde. So konnte der Turm bei besonderen Anlässen befeuert werden, wie z. B. am 10. März 1912, an dem Gedenktag der Erhebung Preußens. Die Idee, bei den Bismarcktürmen war, eine „Feuerkette“ an nationalen Feiertagen zu schaffen. Weiterhin wurde die Schale bis in die 1930er-Jahre hinein an Bismarcks Geburtstag befeuert. Mit der Feuerschale erreichte der Turm eine Höhe von 34 Metern. Städtische Handwerker erhielten 1935 den Auftrag „auf dem Bismarckturm (...) zu Ehren eines früheren Stadtrats ein Feuerwerk anzuzünden“. Dabei kam es durch eine defekte Leitung zu einem Unfall mit Benzoldämpfen mit einem Toten und zwei Verletzten. Wahrscheinlich wurde daraufhin die Befeuerung ganz eingestellt. 1988 wurde die Schale entfernt, sie steht heute rechts neben dem Turm. Ohne sie ist der Turm nur noch 33 Meter hoch.
Nach einer längeren Schließung ab 1983 wurde der Turm, der einen Eingang im Stil eines klassischen Mausoleums hat, renoviert und am 29. Juni 2001 wiedereröffnet.

## Lage
- Lage: im Stadtpark Bochum, nordöstlich der Innenstadt, nahe der Autobahn 40, Anschlussstelle „Bochum-Stadion“ (#36)
- ÖPNV: Bus 336, 339, 353, Haltestellen „Kunstmuseum“ oder „Tierpark“, Stadtbahn 308/318 Haltestelle „Planetarium“

## Weiterer Bismarckturm in Bochum
Der Bismarckturm in Bochum-Dahlhausen oberhalb der Fabrik des Unternehmens Dr. C. Otto & Comp. auf einer Anhöhe von 13 Metern wurde 1945 abgerissen.